# Adenodolichos mendesii
Adenodolichos mendesii är en ärtväxtart som beskrevs av Antonio Rocha da Torre. Adenodolichos mendesii ingår i släktet Adenodolichos och familjen ärtväxter. Inga underarter finns listade i Catalogue of Life.